# Großsteingrab Groß-Stavern 1
Het Großsteingrab Groß-Stavern 1 (ook wel Großsteingrab auf Bruneforths Esch genoemd) is een megalithisch bouwwerk uit het neolithicum. Het ligt in een klein bosje ten westen van de molen van Bruneforth, behorende bij Groß-Stavern in Samtgemeinde Sögel, Landkreis Emsland, Nedersaksen. Het ligt direct ten zuiden van de straat naar Klein-Stavern.
Het ganggraf is gebouwd tussen 3500 en 2800 v.Chr. en wordt toegeschreven aan de Trechterbekercultuur. Het is ook bekend met Sprockhoff-Nr. 846. Het hunebed is onderdeel van de Straße der Megalithkultur.

## Kenmerken

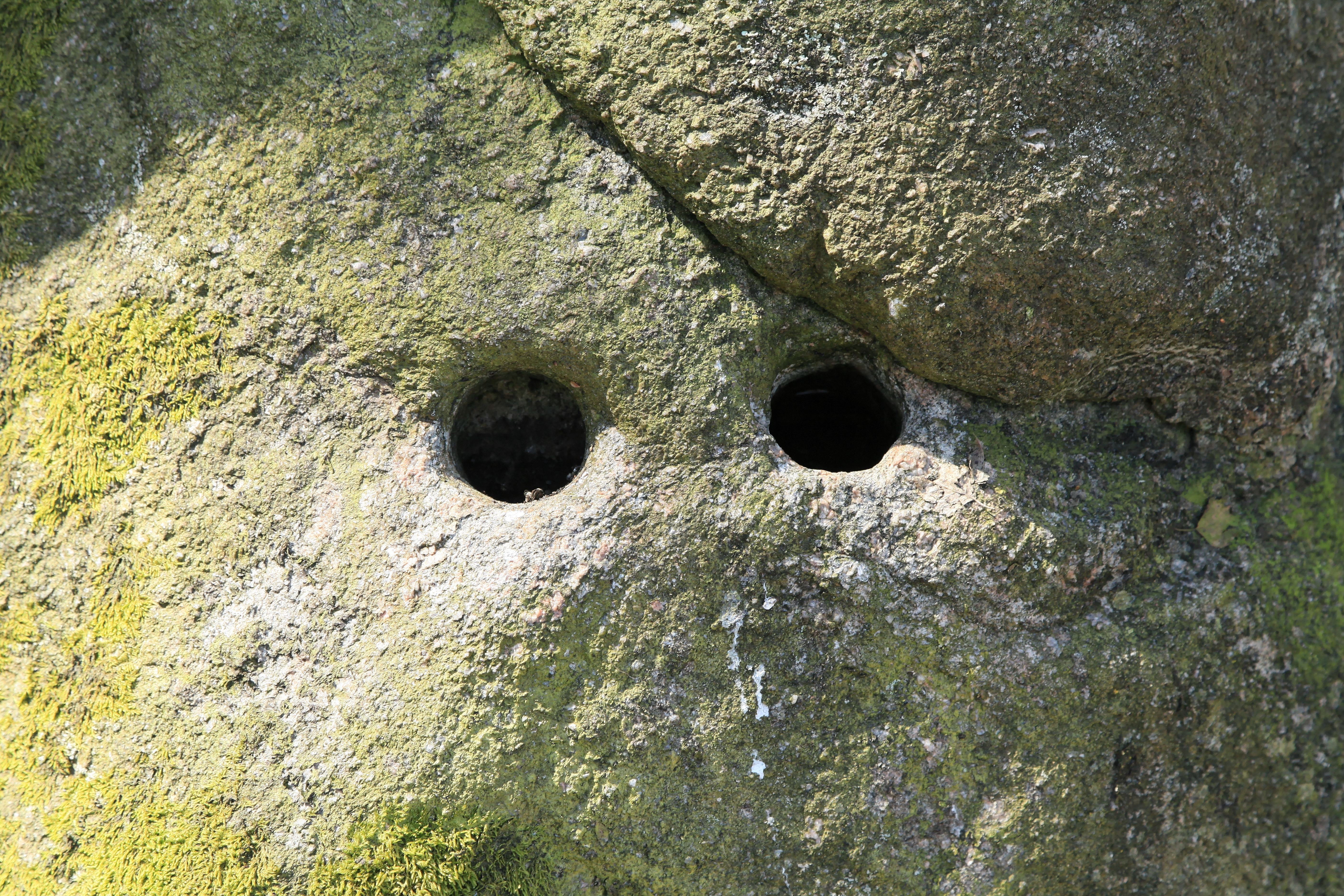
Boorgaten in een van de stenen

De kamer is oost-westgeoriënteerd en behoort tot het type Emsländische Kammer. De kamer is ca. 25 meter lang en in het midden is het 3 meter breedt. Bij de beide uiteinden is de breedte ca. 1 meter. Het bouwwerk bestaat uit elf trilithons. Er missen vier van de oorspronkelijke dertig draagstenen. Van de oorspronkelijke elf dekstenen missen er drie.
In het midden van de zuidelijke zijde is de ingang aanwezig. Deze is gedeeltelijk vernietigd en loopt ver de kamer in. De poort is drie meter lang en 0,7 meter breed. De twee binnenste draagstenen van de gang ondersteunen een korte middelste deksteen. Dit is uniek, het komt niet voor bij andere hunebedden.
Tegenwoordig domineert een oude boom het bouwwerk, deze groeit midden in de kamer.
H. Bödiker deed opgravingen in het oostelijke deel van de kamer aan het begin van de 19e eeuw, hij vond aarde en diatomeeën vermengd met scherven. J. H. Müller vond in 1864 de overblijfselen van versierde urnen, die verwijzen naar begravingen.
In verschillende stenen zijn boorgaten te zien.